# العد (وادي الفرع)
العد قرية سعودية، تتبع محافظة مهد الذهب التابعة لإمارة لمنطقة المدينة المنورة. تقع في جنوب المدينة المنورة، وتبعد عنها قرابة 110كم.